# Reactief intermediair
Een reactief intermediair is een fundamenteel begrip in de organische en anorganische chemie. Het slaat op een kortlevend en hoog-energetisch intermediair dat in een reactie gevormd wordt en een overschot of tekort aan elektronen bezit, waardoor het reactief is en gemakkelijk reacties aangaat en evolueert tot een meer stabiele molecuul. Reactieve intermediairen kunnen meestal niet als dusdanig geïsoleerd worden.
Veelvoorkomende reactieve intermediairen zijn carbokationen, carbanionen en radicalen. Andere voorbeelden van reactieve intermediairen zijn:
- Areniumion
- Arylradicaal
- Aryn
- Carbeen
- Carbeniumion
- Carbenoïde

- Carboniumion
- Carbyn
- Enol
- Enolaat
- Fosfanylideen
- Iminium

- Nitreen
- Nitreniumion
- Oxonium
- Pyridinium
- Silyleen
- Vinylkation

Tal van organische reacties verlopen met de vorming van reactieve intermediairen. De meeste reactieve intermediairen zijn zeer gevoelig voor aanvallen van elektrofielen of nucleofielen, al naargelang de structuur en ladingsverdeling van het intermediair. Een aantal reactieve intermediairen kunnen worden gestabiliseerd door resonantie of tautomerisatie (zoals de keto-enoltautomerie). Zo kan een carbanion door resonantie gestabiliseerd worden wanneer het zich naast een carbonylgroep bevindt. De negatieve lading van het carbanion wordt dan voor een groot deel gelokaliseerd op zuurstof (die een grotere elektronegativiteit dan koolstof bezit en daardoor liever een negatieve lading aanneemt).